# 河北市
河北市（日语：／ Kahoku shi */?）為位於日本石川縣中部的行政區劃。
轄區成南北狹長狀，東西向寬約9公里,南北向最長距離近13公里；轄區東側為山區，西臨日本海，自東向西分別有山區、丘陵地、沖積平原、海岸砂丘多種地形。

## 人口
| 河北市人口分布圖 |                                               |  |
| 河北市與日本全國年齡別人口分布比較圖 （2005年資料） | 河北市的年齡、男女別人口分布圖 （2005年資料） |  |
| ■紫色是河北市 ■綠色是全国 | ■藍色是男性 ■紅色是女性                       |  |
| 河北市人口變化 \| 1970年 \| 32,225人 \| \| \| 1975年 \| 33,139人 \| \| \| 1980年 \| 34,106人 \| \| \| 1985年 \| 34,628人 \| \| \| 1990年 \| 34,207人 \| \| \| 1995年 \| 34,722人 \| \| \| 2000年 \| 34,670人 \| \| \| 2005年 \| 34,847人 \| \| \| 2010年 \| 34,651人 \| \| \| 2015年 \| 34,219人 \| \| \| 2020年 \| 34,889人 \| \| |                                               |  |
| 資料來源：日本總務省統計中心提供之人口普查數據 |                                               |  |
| 1970年 | 32,225人                                      |  |
| 1975年 | 33,139人                                      |  |
| 1980年 | 34,106人                                      |  |
| 1985年 | 34,628人                                      |  |
| 1990年 | 34,207人                                      |  |
| 1995年 | 34,722人                                      |  |
| 2000年 | 34,670人                                      |  |
| 2005年 | 34,847人                                      |  |
| 2010年 | 34,651人                                      |  |
| 2015年 | 34,219人                                      |  |
| 2020年 | 34,889人                                      |  |

## 历史
本地過去在令制國時代位於加賀國與能登國的交界處，大部分區域屬於加賀國河北郡，最北端的部分則屬於能登國羽咋郡；在17世紀江戶時代後，全部區域都成為加賀藩的領地，1871年實施廢藩置縣後改隸屬金澤縣，金澤縣又在隔年更名為石川縣。
1889年日本實施町村制，河北市的轄區在當時分屬西英村、金津村、高松村、金津谷村、七塚村、南大海村共六個行政區劃；在經歷1900年代至1960年代的多次整併後，這六個村被被整併為位於北部的高松町、位於東南部的宇野氣町、位於西部沿海的七塚町三個町。
2004年這三個町合併為現在的河北市。

### 變遷表
| 1889年4月1日                  | 1889年 - 1912年               | 1912年 - 1944年              | 1945年 - 1954年              | 1945年 - 1954年              | 1955年 - 1989年              | 1989年 - 現在             | 現在                      |
| ----------------------------- | ----------------------------- | ---------------------------- | ---------------------------- | ---------------------------- | ---------------------------- | ------------------------- | ------------------------- |
| 南大海村                      | 南大海村                      | 南大海村                     | 南大海村                     | 1954年7月15日 合併為高松町   | 1954年7月15日 合併為高松町   | 2004年3月1日 合併為河北市 | 2004年3月1日 合併為河北市 |
| 高松村                        | 1907年8月10日 合併為高松村    | 1922年8月1日 改制為高松町    | 高松町                       | 1954年7月15日 合併為高松町   | 1954年7月15日 合併為高松町   | 2004年3月1日 合併為河北市 | 2004年3月1日 合併為河北市 |
| 金津谷村                      | 1907年8月10日 合併為高松村    | 1922年8月1日 改制為高松町    | 高松町                       | 1954年7月15日 合併為高松町   | 1954年7月15日 合併為高松町   | 2004年3月1日 合併為河北市 | 2004年3月1日 合併為河北市 |
| 1950年4月1日 分出設立為金津村 | 1950年4月1日 分出設立為金津村 | 1922年8月1日 改制為高松町    | 1960年4月1日 併入宇野氣町    |                              |                              | 2004年3月1日 合併為河北市 | 2004年3月1日 合併為河北市 |
| 西英村                        | 1907年8月10日 合併為宇野氣村  | 1907年8月10日 合併為宇野氣村 | 1948年2月11日 改制為宇野氣町 | 1948年2月11日 改制為宇野氣町 | 1948年2月11日 改制為宇野氣町 | 2004年3月1日 合併為河北市 | 2004年3月1日 合併為河北市 |
| 金津村                        | 1907年8月10日 合併為宇野氣村  | 1907年8月10日 合併為宇野氣村 | 1948年2月11日 改制為宇野氣町 | 1948年2月11日 改制為宇野氣町 | 1948年2月11日 改制為宇野氣町 | 2004年3月1日 合併為河北市 | 2004年3月1日 合併為河北市 |
| 七塚村                        | 七塚村                        | 1940年2月11日 改制為七塚町   | 1940年2月11日 改制為七塚町   | 1940年2月11日 改制為七塚町   | 1940年2月11日 改制為七塚町   | 2004年3月1日 合併為河北市 | 2004年3月1日 合併為河北市 |

## 行政

### 歷任市長
| 屆         | 任 | 姓名       | 上任日期      | 卸任日期      | 備註         |
| ---------- | -- | ---------- | ------------- | ------------- | ------------ |
| 1          | 1  | 油野和一郎 | 2004年4月11日 | 2008年4月10日 | 原七塚町町長 |
| 2          | 1  | 油野和一郎 | 2008年4月11日 | 2012年4月10日 |              |
| 3          | 1  | 油野和一郎 | 2012年4月11日 | 2016年4月10日 |              |
| 4          | 1  | 油野和一郎 | 2016年4月11日 | 2020年4月10日 |              |
| 5          | 1  | 油野和一郎 | 2020年4月11日 | 現任          |              |
| 參考資料： |    |            |               |               |              |

## 交通

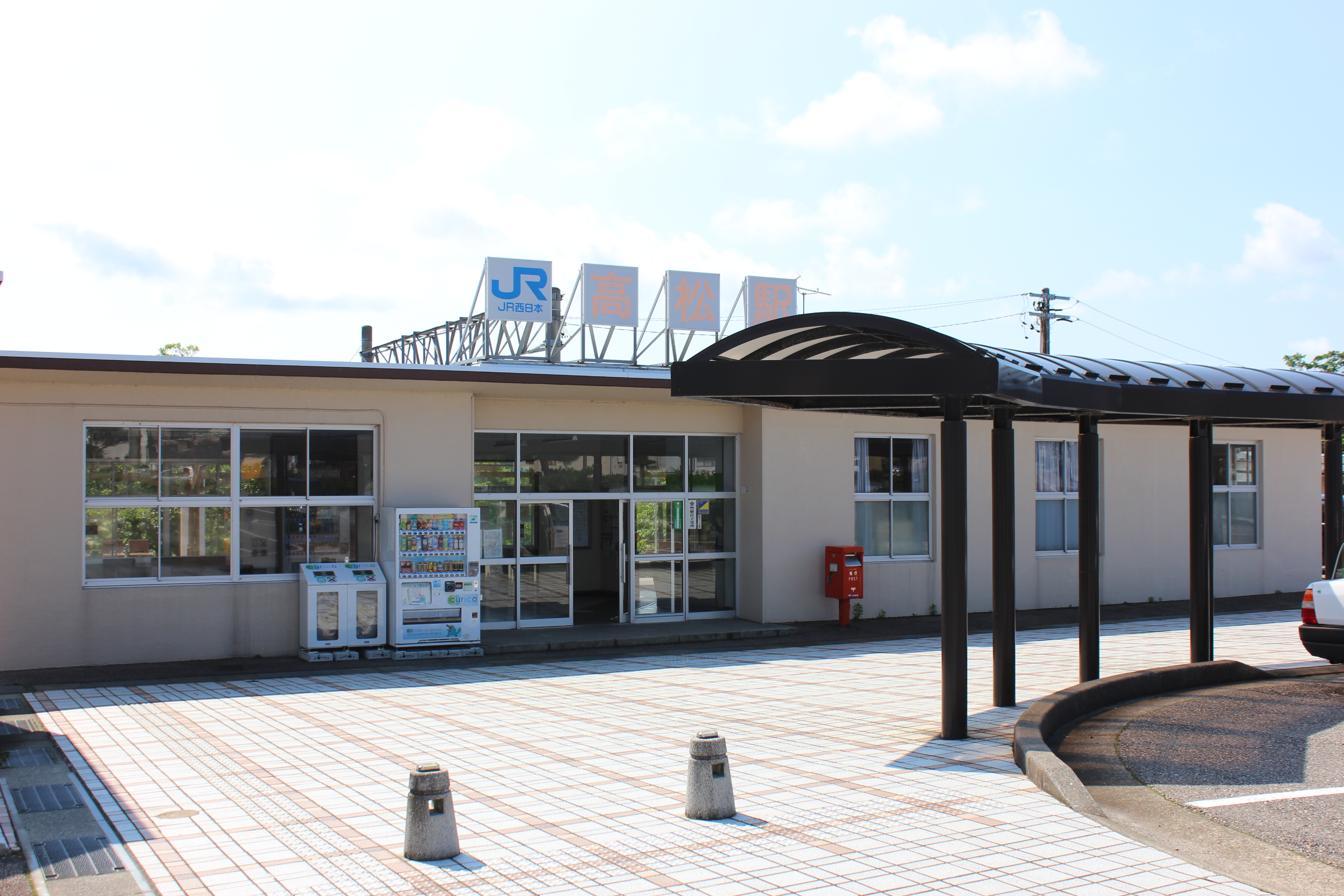
高松車站

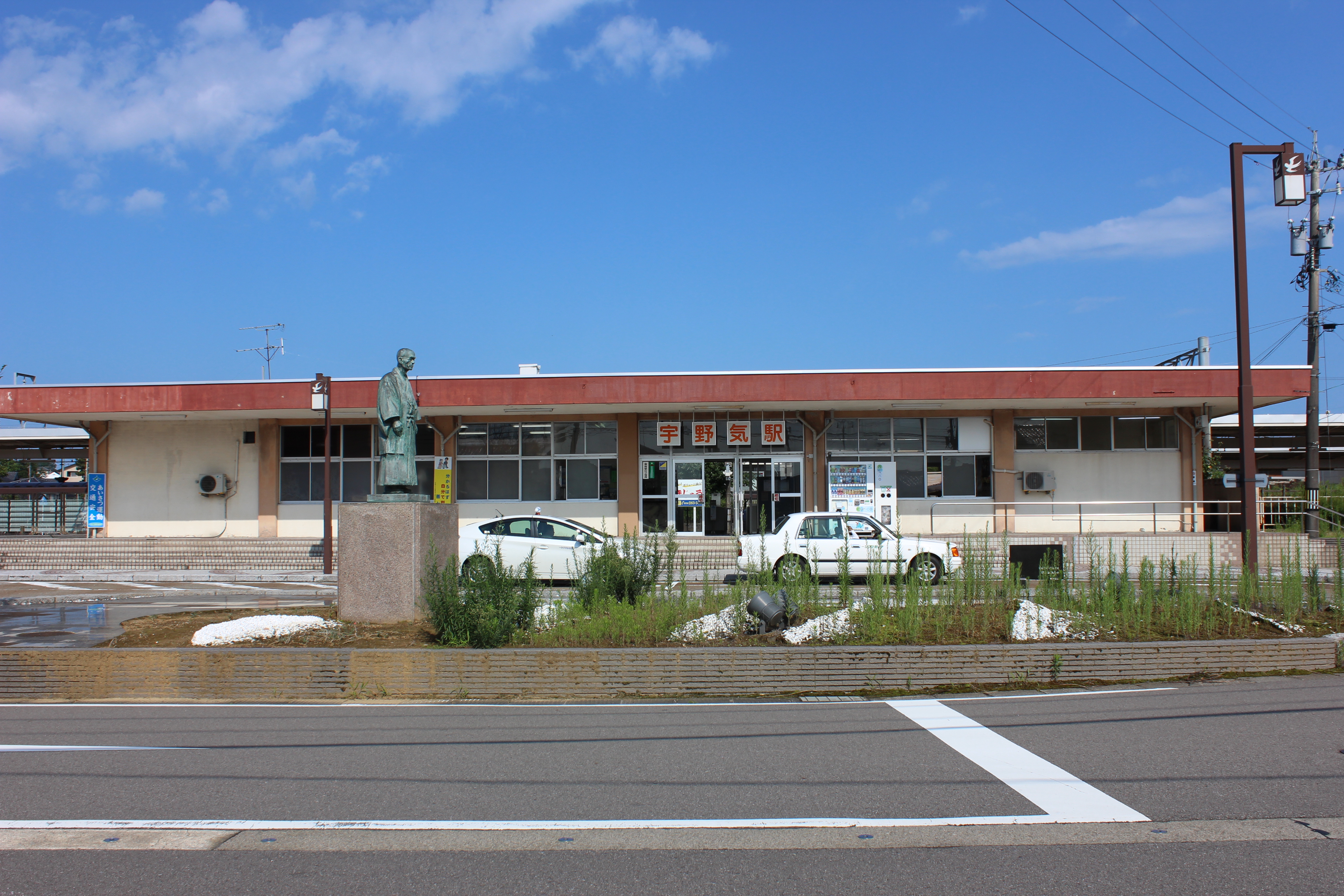
宇野氣車站

西日本旅客鐵道七尾線以南北向穿過轄內，共設有宇野氣車站、橫山車站、高松車站三個車站，自金澤車站發車，行駛於七尾線的特急列車能登篝火號列車約有半數會在宇野氣車站和高松車站停靠。
公路方面有國道159號以南北向貫穿整個市區，同時透過國道471號可自轄區北部往東南通往富山縣的小矢部市；沿著海岸還有快速道路能登里山海道，往北可深入能登半島，往南可經月浦白尾交流道連絡道路前往金澤市並接上北陸自動車道。
轄內的市區客運路線全數由河北市營巴士經營，但在市內也只有兩條路線；同時北陸鐵道集團旗下，部分自金澤發往能登半島的高速巴士，在登里山海道在高松服務區設有停靠站。

### 鐵路
- 西日本旅客鐵道
  - 七尾線：（津幡町） - 宇野氣車站 - 橫山車站 - 高松車站 - （寶達志水町→）

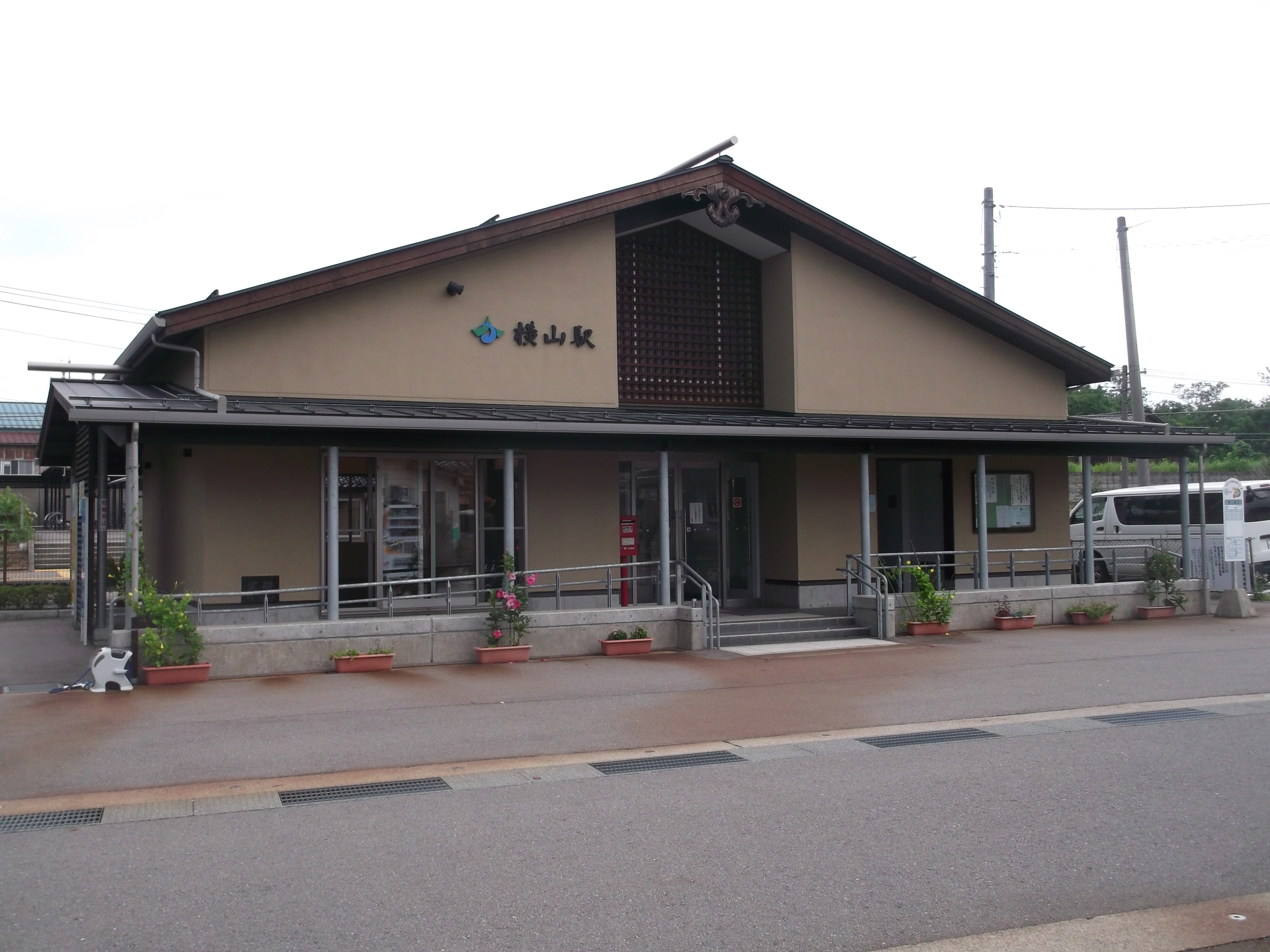
橫山車站

### 公路
快速道路
- 能登里山海道：（內灘町） - 白尾交流道（日语：白尾インターチェンジ） - 高松交流道（日语：高松インターチェンジ） - 縣立看護大交流道（日语：県立看護大インターチェンジ） - 高松服務區 - （寶達志水町）
- 月浦白尾交流道連絡道路（日语：月浦白尾インターチェンジ連絡道路）：（津幡町） - 狩鹿野交流道（日语：狩鹿野インターチェンジ） - 內日角交流道（日语：内日角インターチェンジ） - 白尾東交流道（日语：白尾東インターチェンジ） - 白尾西交流道（日语：白尾西インターチェンジ） - 白尾交流道

## 觀光資源
日本二十世紀初的哲學家西田幾多郎於19世紀末出生於現在河北市南部的森地區，其家族過去在江戶時代原為當地村莊庄屋工作的首長；1968年宇野氣町公所先是建立了「宇野氣町立西田紀念館」，2002年擴大建立了石川縣西田幾多郎紀念哲學館，2004年宇野氣町合併為河北市後，由河北市政府繼續經營；現在的紀念哲學館建築由安藤忠雄設計，館舍立於丘陵上為玻璃外觀建成的封閉式建築，此建築在2002年當年也獲得了「第9回石川景觀大賞」。
過去西田幾多郎在1923年曾於京都市建了一座西式客房，其書齋「骨清窟」於1974年被遷移至當時的西田紀念館，2010年再遷移到現在紀念哲學館前方；西田幾多郎書齋骨清窟已於2003年被日本政府列為有形文化財產。

## 教育

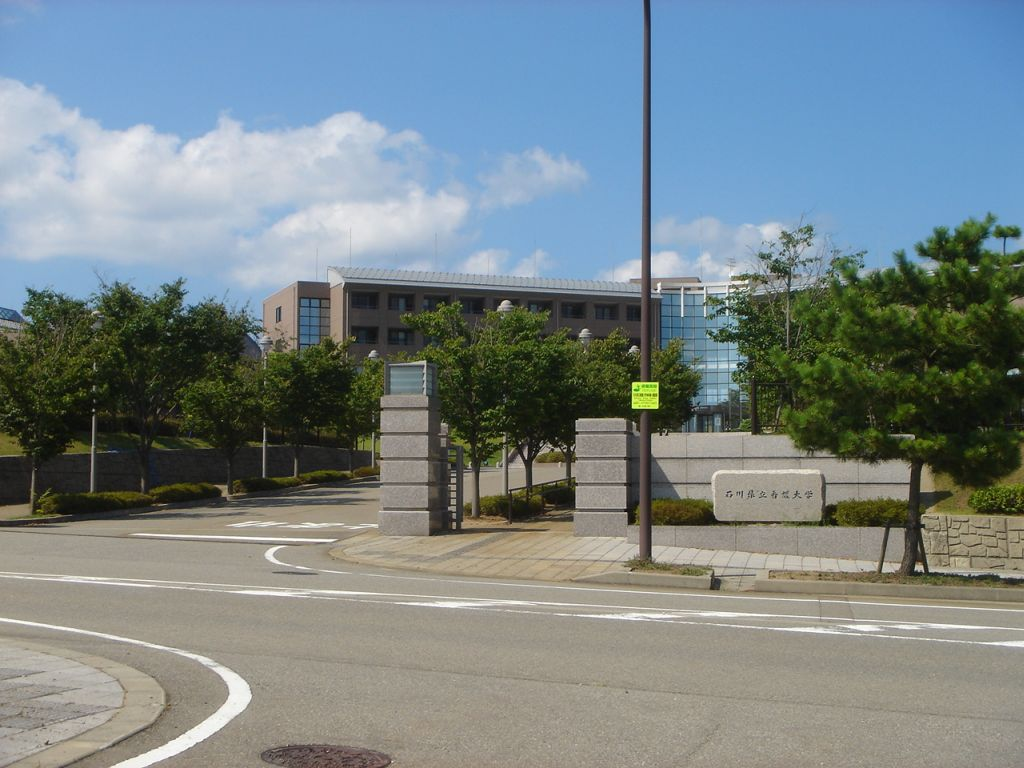
石川縣立看護大學

河北市過去在2005年合併成立前曾有一所高中－河北台商業高等學校，不過已在2003年被整併後廢校，目前河北市轄內完全沒有高等學校；不過在北部有一所於2000年成立，以護理學系為主的石川縣立看護大學。

## 姊妹、友好城市

### 日本
- 駒根市（長野縣）
兩地先是於2013年簽訂「災害時相互支援相關協定」，此後在2018年進一步簽訂為友好城市。[5]

### 海外
- 梅斯基希（德國巴登-符腾堡锡格马林根县）
出身於本地的哲學家西田幾多郎過去曾與出身於德國梅斯基希的哲學家马丁·海德格尔在學術上多有往來，過去宇之氣町與梅斯基希因此機緣於1985年締結為姊妹城市；2004年宇之氣町合併為河北市後，河北市與其繼續維持姊妹城市關係至今。[6]

## 外部連結
- （日語） 河北市的Instagram帳戶
- （日語） 河北市觀光物產協會 （页面存档备份，存于）